# Вишневский, Гавриил Фёдорович
Гавриил (Гаврила) Фёдорович Вишневский (1716—1752) — полковник русской армии. В Елизаветинскую эпоху — комиссар Русской винной компании в Венгрии по поставке токайских вин к царскому двору; сменил на этом посту своего отца Фёдора Степановича Вишневского.

## Биография
Родился в 1716 году в семье, находившегося на русской морской службе Фёдора Степановича Вишневского, по происхождению серба.
Поступил в Шляхетский кадетский корпус 1 апреля 1732 года и находился в нём до 1740 года, когда 16 апреля был выпущен в армию поручиком; служил в Малороссийском Переяславском полку.
Затем вместе с отцом находился в Русской винной компании в Токае, где, как предполагают исследователи, его репетитором был малороссийский философ Григорий Саввич Сковорода. К 1749 году, когда занял место скончавшегося отца, состоял в чине полковника в генеральном штабе при комисариатских и правиантских правлениях России.
Умер в 1752 году.

## Семья
От брака с дочерью князя Фёдора Васильевича Мещерского, княжной Марией Фёдоровной (1723—1757) у Гаврилы Вишневского родились сыновья Иван (?—1800) и Фёдор, а также дочь Елена. 
Поскольку Мещерская была в родстве с Нарышкиными их владение на Мясницкой (д. 44) некоторое время числилось за Вишневским. Из-за ранней кончины родителей их дети остались на попечении Анны Никитичны Нарышкиной. Благодаря Нарышкиной Иван и Фёдор скоро дослужились до чина полковника. 
Старший сын Иван с самого рождения был обласкан Елизаветой Петровной: «Ивана-богатыря жалую на папку село Жарбовано» — в Переяславском уезде Полтавской губернии. В 1771 году Иван Вишневский поехал в Малороссию осмотреть своё имение и там познакомился с семьёй Степана Васильевича Томара, на дочери которого Ульяне Степановне — сестре Василия Степановича Томара, в том же году, 29 июня, женился. Нарышкина была недовольна этим браком и Иван, потеряв её расположение, выехал из Петербурга в свои тверские поместья, а затем поселился в полтавском имении Фарбованое. Он отличался скверным характером и был плохим хозяйственником, отчего известный русский писатель Н. С. Лесков написал о нём и его жизни в селе Фарбованом произведение «Эпопея о Вишневском и его сродниках». Получив место председателя Киевской уголовной палаты Иван Гаврилович Вишневский поселился в Киеве, где выстроил дом на Миллионной улице. Скончался он 7 мая 1800 года и был похоронен в Фарбованом. Лесков также писал о причудах сына Ивана Гавриловича, Степана (1775—1850): Рассказы кстати // Новь. — 1885. — № 8, 9. Одна из дочерей Степана, Ульяна, была замужем за сыном А. С. Сулима, Акимом Акимовичем (1780—1840); а затем за Николаем Петровичем Ловцовым.